# 昂内斯·克诺亨豪尔
昂内斯·克诺亨豪尔（瑞典語：Agnes Knochenhauer，1989年5月5日—），瑞典女子冰壶运动员。她曾代表瑞典获得2018年冬季奥运会女子冰壶比赛金牌和2014年冬季奥运会女子冰壶比赛银牌。